# 門脇未来
門脇 未来（かどわき みく）は、日本の女性アニメーター、キャラクターデザイナー。京都アニメーション（アニメーションドゥウ事業部）所属。

## 来歴
2007年『らき☆すた』にて初原画。その後、2009年『涼宮ハルヒの憂鬱』の第17話「エンドレスエイト VI」で初作画監督を務める。
2013年『境界の彼方』にて自身初となるキャラクターデザインを担当した。

## 参加作品

### テレビアニメ
2007年
- らき☆すた（原画・動画）
- CLANNAD（-2008年、原画）

2008年
- CLANNAD AFTER STORY（-2009年、原画・OP原画）

2009年
- けいおん!（作画監督補佐・原画・OP原画）
- 涼宮ハルヒの憂鬱（2009年版）（作画監督・原画）

2010年
- けいおん!!（作画監督・原画・OP1原画・OP2原画）

2011年
- 日常（作画監督・作画監督補佐・原画・OP1原画・OP2原画）

2012年
- 氷菓（作画監督・原画・OP2原画）
- 中二病でも恋がしたい！（作画監督・作画監督補佐・原画）

2013年
- たまこまーけっと（作画監督補佐・原画）
- 境界の彼方（キャラクターデザイン・総作画監督・作画監督・原画・OP作画監督/原画・ED作画監督）

2014年
- 中二病でも恋がしたい!戀（作画監督）
- Free! Eternal Summer（作画監督・作画監督補佐）
- 甘城ブリリアントパーク（キャラクターデザイン）

2015年
- 響け!ユーフォニアム（作画監督補佐・原画）

2016年
- 無彩限のファントム・ワールド（作画監督・作画監督補佐）
- 響け!ユーフォニアム2（作画監督）

2017年
- 小林さんちのメイドラゴン（キャラクターデザイン・作画監督・OPED作画監督）

2018年
- ヴァイオレット・エヴァーガーデン（作画監督）
- Free!-Dive to the Future-（作画監督・OPED原画）
- ツルネ -風舞高校弓道部-（-2019年、キャラクターデザイン・作画監督）

2021年
- 小林さんちのメイドラゴンS（キャラクターデザイン）

2023年
- ツルネ -つながりの一射-（キャラクターデザイン）

2024年
- 響け!ユーフォニアム3（作画監督)

2025年
- CITY THE ANIMATION（作画監督)

### 劇場アニメ
2010年
- 涼宮ハルヒの消失（作画監督・原画）

2011年
- 映画けいおん!（作画監督・原画）

2015年
- 境界の彼方 -I’LL BE HERE-（キャラクターデザイン）

2016年
- 劇場版 響け!ユーフォニアム〜北宇治高校吹奏楽部へようこそ〜（作画監督補佐）
- 映画 聲の形（作画監督）

2019年
- ヴァイオレット・エヴァーガーデン 外伝 - 永遠と自動手記人形 -（作画監督チーフ・原画）

2022年
- 劇場版ツルネ -はじまりの一射-（キャラクターデザイン）

2025年
- 小林さんちのメイドラゴン さみしがりやの竜（キャラクターデザイン・総作画監督）

### OVA・短編
2008年
- らき☆すたOVA （原画）

2012年
- 京都アニメーションCM「傘編」（原画）

2013年
- きょうかいのかなた アイドル裁判! 〜迷いながらも君を裁く民〜 （ED作画監督）

### イラスト
- 夕焼け灯台の秘密（2011年、KAエスマ文庫）